# Невада Смит
„Невада Смит“ (на английски: Nevada Smith) е уестърн на режисьора Хенри Хатауей, който излиза на екран през 1966 година.

## Сюжет
През 1890 започва златната треска в Калифорния. Трима разбойника убиват родителите на Макс Санд. Цел на живота му става отмъщението. Превръща се в самотен стрелец, Невада Смит, сляп и глух за всичко освен за убийството на тримата виновника.

## В ролите
| Актьор              | Роля                    |
| ------------------- | ----------------------- |
| Стийв Маккуин       | Макс Санд (Невада Смит) |
| Карл Молдън         | Том Фич                 |
| Брайън Кит          | Джонас Корд             |
| Артър Кенеди        | Бил Боудре              |
| Сюзан Плешет        | Мери Гордън             |
| Раф Валоне          | Отец Закарди            |
| Джанет Марголин     | Нийса                   |
| Пат Хингъл          | Голямата стъпка         |
| Хауърд Да Силва     | Надзирателя             |
| Мартин Ландау       | Джеси Коу               |
| Пол Фикс            | Шериф Бонел             |
| Джоузефин Хътчинсън | Г-жа Елвира Макканълс   |
| Джон Дусет          | Чичо Бен Макканълс      |
| Л. К. Джоунс        | каубой                  |